# Macrantharosor
Macrantarosor (Rosa Macrantha-gruppen) är en grupp av rosor. De har alla sitt ursprung i sorten 'Macrantha', vars ursprung är okänt, möjligen är den en hybrid av provinsrosen och en okänd klätterros.

## Sorter
- 'Daisy Hill'
- 'Macrantha'
- 'Raubritter'